# 롱게리크 환초
롱게리크 환초(Rongerik Atoll)는 태평양에 위치한 마셜 제도의 환초로, 랄리크 열도에 속하며 17개 섬으로 구성된 환초이다. 비키니 환초에서 동쪽으로 200km 정도 떨어진 곳에 위치하며 육지 면적은 1.68km2, 석호 면적은 144km2이다.